# Xerophloea gigas
Xerophloea gigas är en insektsart som beskrevs av Paul W. Oman 1936. Xerophloea gigas ingår i släktet Xerophloea och familjen dvärgstritar. Inga underarter finns listade i Catalogue of Life.